# Full Metal Jacket
Full Metal Jacket ist ein britisch-amerikanischer Antikriegsfilm aus dem Jahr 1987 und der vorletzte Film von Stanley Kubrick. Der Name Full Metal Jacket bezieht sich auf die englischsprachige Bezeichnung für das Vollmantelgeschoss (full metal jacket bullet). Der Film, der in einem Ausbildungslager der US-Marines und in Vietnam spielt, wurde großteils in der Umgebung von London gedreht; zur Ergänzung wurden Archivmaterial und Luftaufnahmen eingearbeitet.
Der auf den Romanen The Short-Timers (deutscher Titel: Höllenfeuer) und Dispatches (deutscher Titel: An die Hölle verraten) basierende Film schildert in zwei Abschnitten die Ausbildung einer Gruppe von Marines und ihren anschließenden Einsatz in Vietnam. Der Film zählt neben Werken wie Michael Ciminos Die durch die Hölle gehen (1978), Francis Ford Coppolas Apocalypse Now (1979) und Oliver Stones Platoon (1986) zu den bekanntesten Vertretern seines Genres.

## Handlung
Die Handlung beschreibt die Erlebnisse des Private James T. Davis, genannt Joker, in den Jahren 1967/1968 zunächst im Marine Corps Recruit Depot Parris Island, dem Ausbildungslager der US-Marines, sowie im darauffolgenden Vietnamkriegseinsatz. Der Film beginnt damit, dass den Rekruten die Köpfe kahlrasiert werden. Joker übernimmt während des gesamten Films die Erzählerrolle.

### Parris Island
Eine Ausbildungseinheit steht unter dem Kommando von Gunnery Sergeant Hartman, der die jungen Männer in einer ausgeprägten Vulgärsprache erbarmungslos schleift und ihnen herabwürdigende Spitznamen gibt.
Besonders auf den übergewichtigen, ungeschickten und wenig intelligenten Private Leonard Lawrence hat Hartman es abgesehen, den er Private Paula nennt. Nach kurzer Zeit bekommt Joker die Aufgabe, Lawrence bei der Ausbildung zu unterstützen. Da Lawrence ständig Fehler begeht, geht Hartman dazu über, für jeden seiner Fehltritte nicht ihn, sondern die gesamte Mannschaft zu bestrafen. Dafür rächt sich diese an Lawrence, indem sie ihn eines Nachts mit in Handtüchern eingewickelten Seifenstücken schlagen (blanket party). Nach kurzem Zögern nimmt auch Joker an diesem Übergriff teil.
Ab diesem Zeitpunkt beginnt Lawrence sich zu verändern: Er fängt an, mit seinem Gewehr zu sprechen, und entpuppt sich als hervorragender Schütze. Hartman schließt daraus, dass Lawrence sich nun doch noch zu einem brauchbaren Soldaten entwickelt, übersieht jedoch dessen psychische Veränderungen.
In der Nacht vor der Überfahrt der Einheit nach Vietnam hat Joker Brandwache und findet Lawrence mit seinem geladenen Gewehr in den Toiletten. Lawrence beginnt lautstark den Rifleman's Creed zu zitieren, wodurch Hartman aufgeweckt wird. Als dieser Lawrence beschimpft, erschießt Lawrence Hartman und anschließend sich selbst.

### Vietnam
Joker und seine Kameraden werden nach der Ausbildung zu verschiedenen Einheiten versetzt und nach Vietnam entsandt. Joker wird Kriegsberichterstatter für die Armeezeitung Stars and Stripes und wird zunächst weit hinter der Front eingesetzt, worüber er sich mit der Zeit zunehmend beklagt. Nach der Tet-Offensive im Frühjahr 1968, trotz schwerer Verluste ein großer Erfolg für den Vietcong und die nordvietnamesische Armee, wendet sich das Kriegsglück zuungunsten der Amerikaner.
Joker soll daraufhin mit seinem Kameraden Rafterman über die Kämpfe in der zerstörten Stadt Huế berichten. Joker nimmt Rafterman nur widerwillig mit, da er ihn nicht gefährden möchte. Auf dem Hubschrauberflug an die Front schießt der MG-Schütze wahllos auf Zivilisten, was bei Rafterman starken Brechreiz auslöst. Jokers zögerlichen Hinweis, dass das Schießen auf Frauen und Kinder nicht in Ordnung sei, nimmt der Schütze nicht ernst. In Huế trifft Joker wieder auf Cowboy, einen seiner Kameraden in der Ausbildung, und sein Squad, welche er die folgenden Tage begleitet. Die Stimmung ist angespannt, so gerät Joker schon am ersten Tag mit Animal Mother aneinander, dem MG-Schützen der Gruppe. Im Einsatz erlebt er mit, wie die führenden Mitglieder der Einheit nacheinander von Heckenschützen, Minen und Sprengfallen getötet werden, so dass schließlich Cowboy als Ranghöchster die Führung der Gruppe übernimmt.
Bei einer Patrouille verirrt sich die Gruppe in den Ruinen der Stadt. Ihr Navigator Albino wird kurz darauf aus einem vietnamesischen Hinterhalt angeschossen und schwer verletzt. Cowboy ruft über Funk nach Panzerunterstützung, wird jedoch vertröstet. Er erlaubt der Gruppe nicht, den Verletzten zu bergen, da dieser im freien Schussfeld liegt. Ein weiterer Soldat der Gruppe versucht es dennoch und wird ebenfalls niedergestreckt. Nun verweigert auch Animal Mother den Gehorsam, entgeht einem Schuss und erfährt von den Verletzten die ungefähre Position des Heckenschützen, bevor dieser die beiden tödlich trifft. Da Animal Mother merkt, dass ihnen nur ein einzelner Kämpfer gegenübersteht, rückt Cowboy mit der Gruppe nach, übersieht aber eine Lücke in der als Deckung aufgesuchten Hausmauer und wird ebenfalls Opfer des Scharfschützen. Die dezimierte Gruppe durchkämmt das Gebäude, aus dem die Schüsse fielen. Joker stößt im Obergeschoss auf eine jugendliche Vietkongkämpferin, doch sein Gewehr versagt und verrät ihn. Er wird von dem Mädchen unter Beschuss genommen, ehe es der ebenfalls an diese Stelle vorgedrungene Rafterman mit mehreren Schüssen außer Gefecht setzt. Sterbend liegt sie am Boden und wird von der Gruppe eingekreist. Mit letzter Kraft spricht sie ein Gebet und bittet: „Erschießt mich!“ Die meisten der Marines wollen sie einfach liegenlassen, doch schließlich gibt Joker ihr den Gnadenschuss.
Schließlich philosophiert Joker über seine ambivalenten Gefühle zwischen Überleben und seelischem Verfall. Hierbei wiederholt er die Worte „Ich lebe in einer Welt voll Scheiße“, welche Lawrence kurz vor seinem Suizid gesagt hatte, fügt aber hinzu, dass er am Leben sei und keine Angst habe. Er und seine wenigen überlebenden Kameraden marschieren aus der brennenden Stadt und singen dabei den Mickey-Mouse-Club-Song.

## Produktion

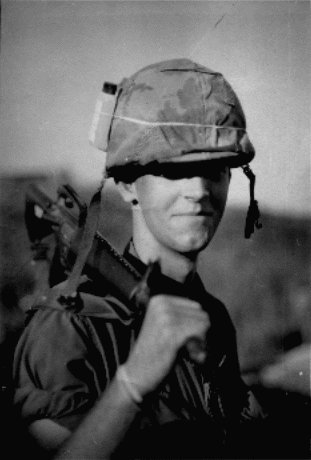
Gustav Hasford, Autor der Romanvorlage, während seiner Zeit in Vietnam

### Vorbereitungen
Der Film basiert auf zwei Veröffentlichungen von Kriegsberichterstattern. Große Teile der Geschichte und viele der Figuren entnahm Kubrick dem Buch The Short-Timers von Gustav Hasford. In diesem 1979 erschienenen Werk verarbeitete Hasford seine Erlebnisse als Sergeant im Marine Corps. Ausgebildet in Parris Island in South Carolina von einem Drill Instructor namens Gerheim, diente er in Vietnam erst bei der Soldatenzeitung The Stars and Stripes und später in einer Kampfeinheit. Sein Kampfname lautete wie der der Hauptfigur im Film Joker. Hasford und Kubrick trafen sich nur einmal und konnten sich laut Aussagen Michael Herrs nicht besonders gut leiden.
Der zweite Beteiligte, Michael Herr, traf Kubrick zum ersten Mal im Jahre 1980, während dieser über einen Film zum Thema Holocaust nachdachte. Diese Idee ließ er aber zugunsten eines Vietnamkriegsfilms fallen. Laut Aussagen Herrs habe Kubrick mit Full Metal Jacket keinen Antikriegsfilm drehen wollen, sondern einen Film, der einfach die Realität abbilde. Herr zeigte sich zunächst ablehnend gegenüber der Vorstellung, erneut auf seine Erfahrungen in Vietnam einzugehen. Er hatte selbst als Kriegsberichterstatter für das Magazin Esquire am Vietnamkrieg teilgenommen und seine Erfahrungen in dem Buch Dispatches verarbeitet. Im Laufe der folgenden drei Jahre versuchte Kubrick allerdings durchgehend, Herr zu einer Zusammenarbeit zu überreden. Herr beschrieb jene drei Jahre als „ein dreijähriges Telefongespräch mit Unterbrechungen“. Schließlich stimmte er einer Zusammenarbeit zu; Herrs Buch sind letztlich nur einige Passagen entnommen, er war allerdings maßgeblich an der Gestaltung des Drehbuchs beteiligt.
1983 begann Kubrick schließlich, sich mit Dokumentationen, Erfahrungsberichten und Fotos aus der Library of Congress über den Vietnamkrieg zu informieren, ein Drehbuch zu schreiben und möglichst authentische Drehorte zu suchen.

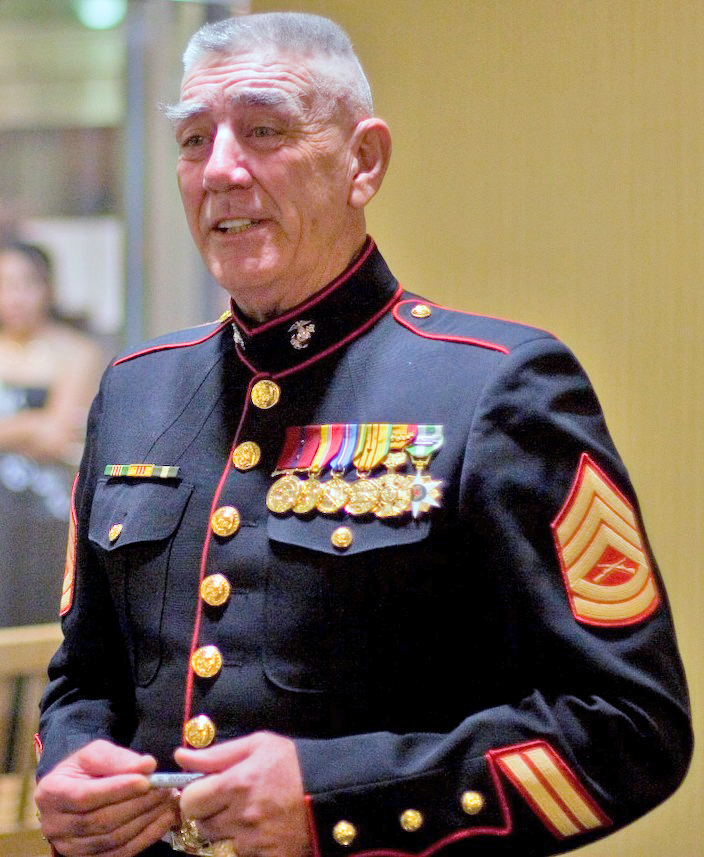
Ronald Lee Ermeys frühere Tätigkeit als Ausbilder kam in Full Metal Jacket zum Tragen

### Dreharbeiten und Ausstattung
Wie alle Filme Kubricks seit Lolita wurde auch Full Metal Jacket in Großbritannien aufgenommen, in diesem Fall vollständig in der Umgebung von London. Die Szenen im Ausbildungscamp Parris Island wurden auf einem ehemaligen Stützpunkt der Royal Air Force in Cambridgeshire etwa 18 Kilometer südwestlich von Cambridge gedreht. Für die Ruinen der Stadt Huế stand ein stillgelegtes und für den Abriss vorgesehenes Gaswerk mit einer Fläche von etwa 220 Hektar in Newham, einem Stadtteil im Osten Londons, zur Verfügung. Die Gebäude entsprachen dem Stil des Funktionalismus der 1930er Jahre, der auch im Huế der 1960er Jahre das Stadtbild bestimmte. Kubricks Artdirector verbrachte sechs Wochen damit, das Gaswerk mit einer Abrissbirne und Sprengstoff nach dessen Wünschen zu bearbeiten und authentische Ruinen einer zerstörten Stadt zu kreieren.
Um eine ebenso authentische Erscheinung der Flora und Fauna Vietnams zu erzeugen, ließ Kubrick 200 Palmen aus Spanien und mehrere tausend Pflanzen aller Art aus Hongkong einfliegen. Ein belgischer Oberst, der ein Fan Kubricks war, erwies ihm eine Gefälligkeit, indem er vier M41-Panzer für den Dreh zur Verfügung stellte. Zusätzlich wurden mehrere Westland-Wessex-Hubschrauber verwendet und aus Gründen der historischen Authentizität im damals üblichen Marinegrün lackiert. Außerdem wurde eine große Auswahl an Waffen, unter anderem M79-Granatwerfer und M60-Maschinengewehre, wie sie im Vietnamkrieg verwendet wurden, von einem lizenzierten Waffenhändler gekauft. Insgesamt wurde also eine realistische Umgebung geschaffen, die den realen Vorbildern sehr genau entsprach. Eine Ausnahme bildet lediglich die im Film gezeigte Gemeinschaftstoilette in der Unterkunft der Einheit, die in einem Studio in London nachgebaut wurde. Diese entspricht nicht den realen Vorbildern in Parris Island. Kubrick bezeichnete dies als „künstlerische Freiheit“, es erschien ihm einfach als „lustig und absurd“.
Die Dreharbeiten selbst wurden von Matthew Modine in seinem Buch Full Metal Jacket Diary als äußerst strapazierend beschrieben. Die Luft in der Umgebung des Gaswerks sei durch Asbestfasern und die Reste einiger Gase unerträglich geworden. In einem Interview beschrieb er es außerdem als „nicht gerade erfreulich“, jeden Tag etwa zehn Stunden von R. Lee Ermey angeschrien zu werden und wöchentlich die gesamte Kopfbehaarung abrasiert zu bekommen. Dadurch kam es manchmal zu Spannungen zwischen den Darstellern der Rekruten und Ermey. Insgesamt sei die Atmosphäre am Set allerdings locker gewesen. Um sicherzustellen, dass die Reaktion der Soldaten auf seine Darbietung so überzeugend wie möglich würden, waren sich Matthew Modine, Vincent D’Onofrio und die anderen Darsteller der Rekruten und R. Lee Ermey vor dem Dreh nie begegnet. Kubrick stellte außerdem sicher, dass sich die übrigen Schauspieler seiner Szenen nicht in den Drehpausen mit ihm vertraut machen konnten.
In der Anfangsszene, in der Sgt. Hartman die Rekruten beschimpft, formuliert er den Satz: „I bet you’re the kind of guy that would fuck a person in the ass and not even have the goddamn common courtesy to give him a reach-around!“ („Sie sind doch garantiert diese Art von Typ, der jemanden in den Arsch fickt und dann nicht einmal das bisschen Anstand hat, demjenigen wenigstens auch einen runterzuholen!“). Einer Anekdote zufolge soll Regisseur Kubrick den Dreh nach dieser Einstellung unterbrochen haben, um sich bei Ermey zu erkundigen, was das letzte Wort bedeute. Auf die Erklärung hin soll er in Gelächter ausgebrochen sein und entschieden haben, den Satz im Film zu lassen.
Während der Drehzeit kam es zu einem Autounfall Ermeys im Epping Forest nördlich von London. Ermey brach sich dabei mehrere Rippen und konnte viereinhalb Monate nicht an den Dreharbeiten teilnehmen. Diese zogen sich dadurch über ein Jahr hin.

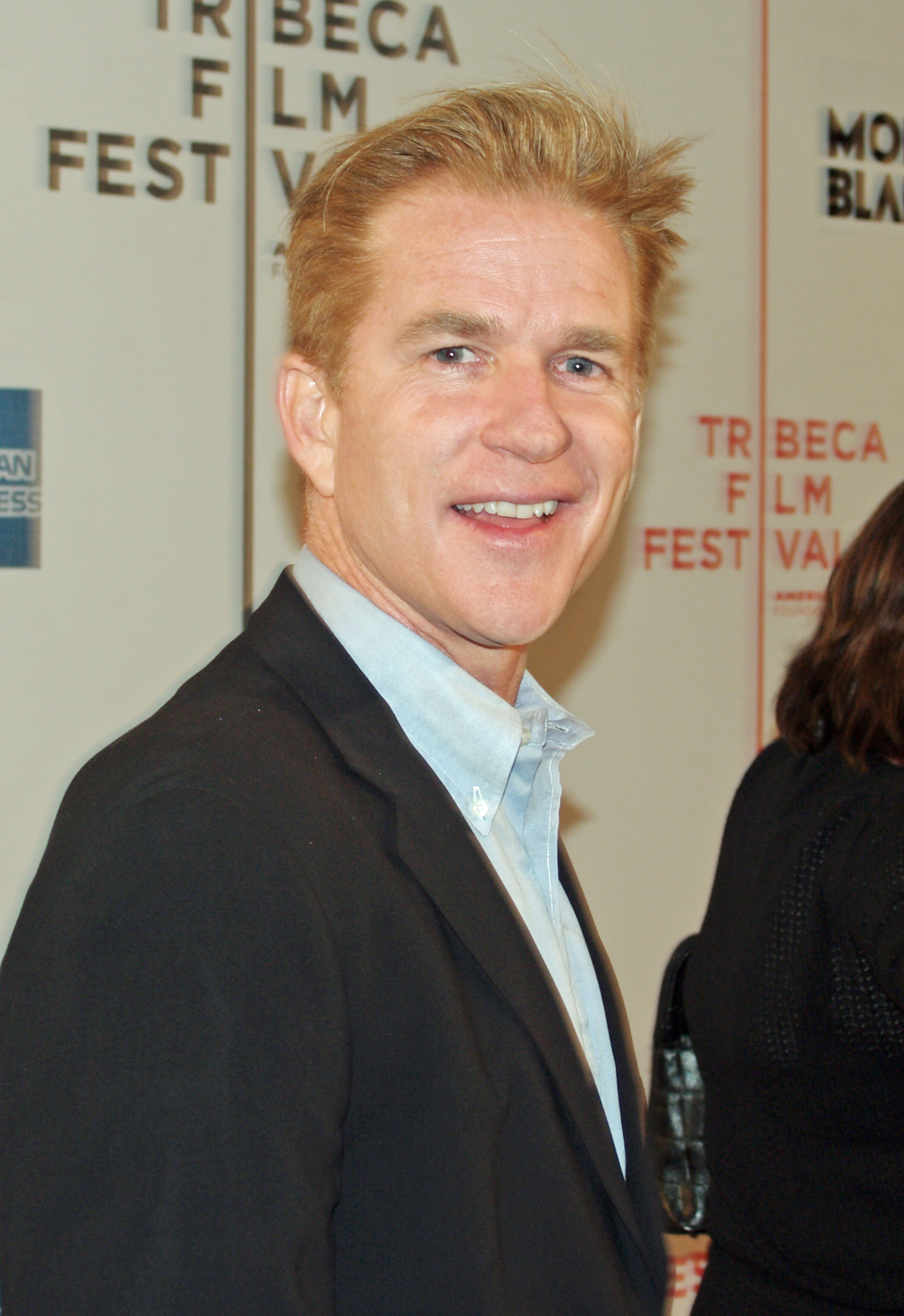
Matthew Modine (Private Joker) gelang mit Full Metal Jacket der Durchbruch

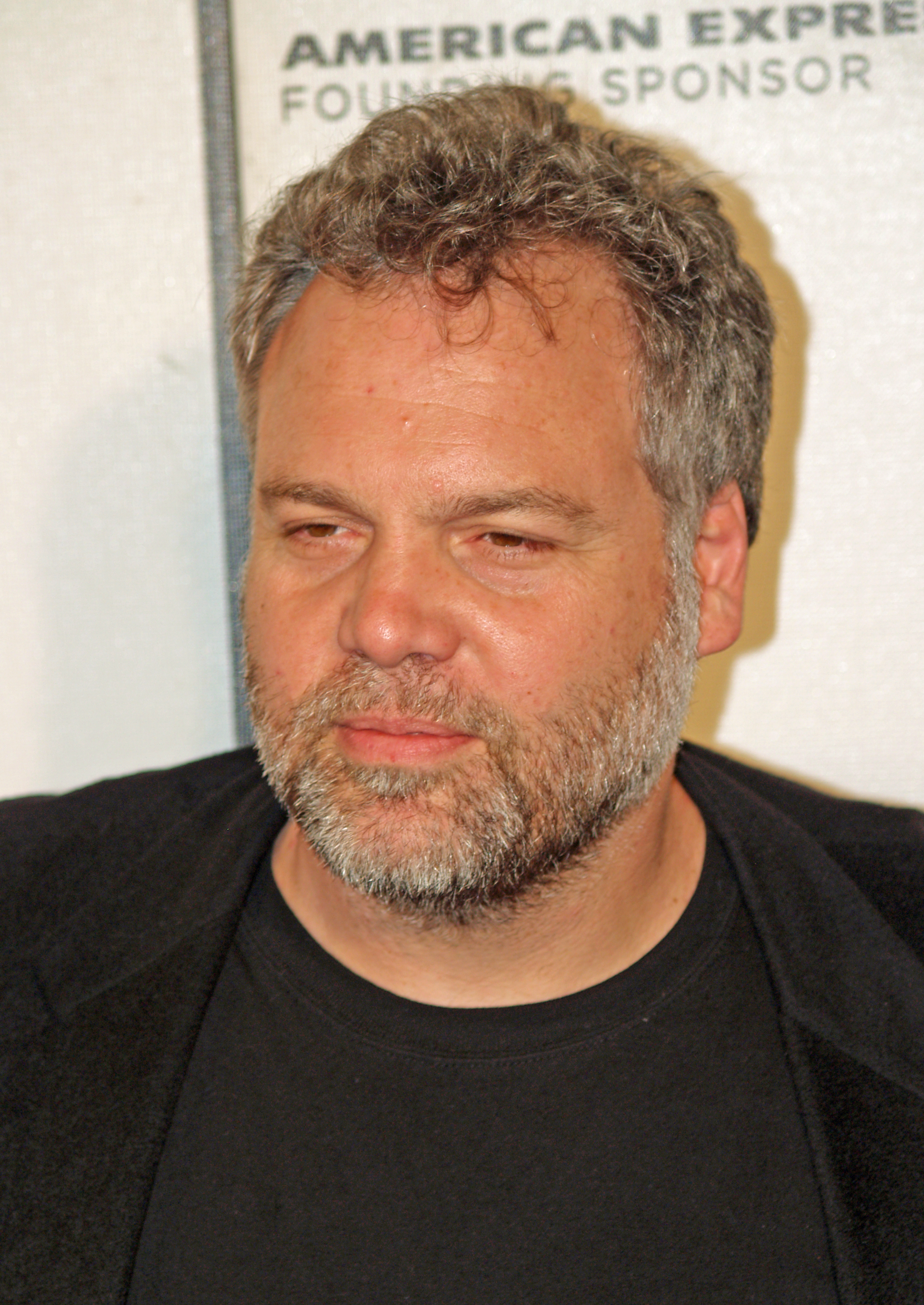
Vincent D’Onofrio (Private Paula) nahm für seine Rolle über 30 Kilogramm zu

### Besetzung

#### Private Joker
Matthew Modine spielt die Hauptrolle des Private Joker. Die gesamte Handlung bezieht sich zumeist auf ihn oder wird aus seiner Sicht erzählt. Die Produktionsfirma Warner Bros. warb in den Vereinigten Staaten unter anderem mit Kleinanzeigen in Zeitungen und bat Bewerber, ihnen Aufnahmen von sich selbst zu schicken, auf denen sie jeweils eine Szene zum Thema Vietnamkrieg spielen sollten. Unter den zahlreichen eingesandten Videos befand sich auch eine Bewerbung von Matthew Modine. Kubrick sah sich das Material an und war von Modines Leistung zunächst nicht vollends überzeugt, änderte seine Meinung aber, nachdem er auch auf dem Video enthaltene Aufnahmen gesehen hatte, in denen sich Modine ganz natürlich verhielt, anstatt zu schauspielern.

#### Private Paula
Vincent D’Onofrio wurde für die Rolle des psychisch labilen Leonard Lawrence (im Original: Private Pyle, nach Gomer Pyle, einer Figur aus der Andy Griffith Show) ausgesucht. D’Onofrio war zu dieser Zeit Türsteher und hatte bisher nur wenige Rollen in Film und Theater gespielt. Bei einer gemeinsamen Theateraufführung hatten er und Matthew Modine sich angefreundet. Nachdem Modine eine Rolle bekommen hatte, schlug er Kubrick seinen Freund für eine unbestimmte Rolle vor. Kubrick gab ihm die Rolle des Private Paula. Er hielt D’Onofrio allerdings für zu gut in Form. D’Onofrio legte daraufhin 30 Kilogramm an Gewicht zu und steht damit bis heute im Guinness-Buch der Rekorde für die größte Gewichtszunahme eines Schauspielers für seine Rolle.

#### Gunnery Sergeant Hartman
R. Lee Ermey, der früher selbst als Staff Sergeant am Vietnamkrieg teilnahm, fungierte ursprünglich nur als technischer Berater am Set, wurde später allerdings von Kubrick für die Rolle des Gunnery Sergeant Hartman besetzt. Darüber, wie Ermey letztlich an die Rolle gelangte, herrscht Unklarheit. In einem Interview mit der Washington Post erwähnt Kubrick selbst, er habe Probeaufnahmen Ermeys gesehen, wie er mehrere Minuten lang Statisten beschimpfte, ohne sich dabei zu wiederholen. Er sagt weiter: „Da war ich ganz sicher, dass Ermey perfekt für die Rolle wäre“. Ermey erschien schon zuvor mit einem 150-seitigen Notizbuch voller möglicher Beleidigungen am Set, die er eigentlich für Tim Colceri, der ursprünglich für die Rolle vorgesehen war, aufgeschrieben hatte. Demnach sind laut Aussagen Kubricks etwa 50 Prozent von dem, was Ermey im Film sagt, von diesem selbst, insbesondere die zahlreichen Fäkalwörter.

#### Nebenrollen und Cameos
Vivian Kubrick, Stanley Kubricks Tochter, tritt im Film als Kameraassistentin in der Szene am Massengrab auf, kurz bevor Private Joker von einem Offizier wegen seines Friedensabzeichens zur Rede gestellt wird. Kubrick hatte seine Frau und seine Tochter schon früher für kleinere Cameo-Auftritte besetzt. Auch er selbst hat einen kurzen Cameo-Auftritt. Er lieh, recht weit am Ende des Films, dem Marineoffizier namens Murphy am anderen Ende des Funkgerätes seine Stimme. Die Darsteller der restlichen Rekruten und anderer Nebenrollen fanden sich größtenteils in den an Warner Bros. eingesandten etwa 2000 Bewerbungsvideos.

### Musik
Für die Musik zum Film zeichnete Stanley Kubricks Tochter Vivian mitverantwortlich, die unter dem Pseudonym Abigail Mead arbeitete. Für die restlichen Songs, die über den ganzen Film verteilt vorkommen, durchsuchten Kubrick und sein Team die jeweiligen Billboard Hot 100 der Jahre 1962 bis 1968. Zu Werbezwecken wurde außerdem eine Single mit dem Namen Full Metal Jacket (I Wanna Be Your Drill Instructor) veröffentlicht, die zahlreiche Beleidigungen Sergeant Hartmans zitiert; diese blieb insgesamt zehn Wochen in den britischen Charts und erreichte für zwei Wochen sogar den zweiten Platz.
- Chris Kenner – Like It Like That
- Johnnie Wright – Hello Vietnam
- Nancy Sinatra – These Boots Are Made for Walkin’
- Sam the Sham & the Pharaohs – Wooly Bully
- The Dixie Cups – Chapel of Love
- The Goldman Band – The Marines’ Hymn
- The Rolling Stones – Paint It Black (Abspann)
- The Trashmen – Surfin’ Bird

### Synchronisation
Wie schon bei seinen früheren Filmen Uhrwerk Orange, Barry Lyndon und Shining beaufsichtigte Kubrick die Synchronisation und wählte die Synchronsprecher selbst aus.
| Rolle                            | Darsteller         | Synchronstimme        |
| -------------------------------- | ------------------ | --------------------- |
| Sergeant Hartman                 | R. Lee Ermey       | Franz Rudnick         |
| Joker                            | Matthew Modine     | Michael Roll          |
| Leonard „Private Paula“ Lawrence | Vincent D’Onofrio  | Pascal Breuer         |
| Private „Schneewittchen“ Brown   | Peter Edmund       | Jan Odle              |
| Animal Mother                    | Adam Baldwin       | Pierre Peters-Arnolds |
| Albino                           | Dorian Harewood    | Heiner Lauterbach     |
| Lt. Cleves                       | Ian Tyler          | Ulf-Jürgen Wagner     |
| Lt. Lockhart                     | John Terry         | Erich Hallhuber       |
| Lt. Touchdown                    | Ed O’Ross          | Gudo Hoegel           |
| Cowboy                           | Arliss Howard      | August Zirner         |
| Daytona Dave                     | Herbert Norville   | Tobias Lelle          |
| Payback                          | Kirk Taylor        | Helmut Zierl          |
| Poge Colonel                     | Bruce Boa          | Mogens von Gadow      |
| Rafterman                        | Kevyn Major Howard | Gerhard Acktun        |
| T.H.E. Rock                      | Sal Lopez          | Tobias Lelle          |
| TV-Journalist                    | Peter Merrill      | Peter Thom            |

Es gibt einen Übersetzungsfehler in der deutschen Fassung. Dort wird gesagt, dass die Jungs im Zug 30902 („dreißig neunzig zwo“; original: „thirty ninetytwo“) sind, es handelt sich jedoch um den Zug 3092, was auch auf einer Fahne sichtbar ist, welche der Staffelführer beim Ausdauerlauf trägt.

## Rezeption
Auf der Website Rotten Tomatoes, auf der zahlreiche Kritiken der bekanntesten englischsprachigen Filmkritiker gesammelt werden, sind von 58 gelisteten Kritiken 90 % als positiv markiert, wobei die durchschnittliche Bewertung bei 8,3 von 10 Punkten liegt.

### US-amerikanische Kritiken
In den Vereinigten Staaten wurde Full Metal Jacket zum Zeitpunkt seiner Veröffentlichung im Juni 1987 von der Kritik beinahe ausschließlich positiv aufgenommen, doch kritische Stimmen blieben nicht aus. Diese bemängelten vor allem, dass der zweite Abschnitt des Films, der die Geschehnisse in Vietnam beschreibt, nicht nur im Vergleich zum ersten Abschnitt schwächer sei, sondern zum Teil auch Szenarien in zuvor erschienenen Vietnamkriegsfilmen wie Apocalypse Now, Platoon oder Die durch die Hölle gehen zu sehr ähnele und schlechter inszeniert sei als diese. Roger Ebert schrieb in seiner Kritik für die Chicago Sun-Times sogar, dass einige Szenen aussähen wie „aus der untersten Schublade“; er betonte, dass der Film insgesamt solide inszeniert sei, im Vergleich zu den oben genannten Beispielen allerdings sehr schwach wirke. Die einzige Überraschung und zugleich weitere Enttäuschung des Films sei seiner Meinung nach die Tatsache, dass Kubrick die Sexualmetapher, die zu Beginn des Films präsent ist, nach Ende des ersten Abschnitts einfach fallen lasse. Insgesamt zeigte er sich enttäuscht über einen der „formlosesten“ Kubrick-Filme und vergab nur zweieinhalb von vier möglichen Sternen. In seiner zusammen mit Gene Siskel moderierten Sendung Siskel & Ebert, in der die beiden Kritiker zusammen Filme bewerteten, zeigte sich Siskel überrascht gegenüber Eberts Einschätzung des Films. Siskel selbst listete den Film in seiner Top Ten des Jahres auf dem zweiten Platz.
Andere Kritiker zeigten sich dem Film gegenüber deutlich wohlwollender. Jonathan Rosenbaum, ebenfalls ein Kritiker für eine Chicagoer Zeitung, in diesem Fall den Chicago Reader, bezeichnete Full Metal Jacket als Kubricks handwerklich beste Arbeit seit Dr. Seltsam und ebenso als erschreckendste; allein der erste Abschnitt vollbringe, was Shining über die gesamte Laufzeit misslungen sei. Ende des Jahres listete er den Film in seiner persönlichen Top Ten von 1987 auf dem dritten Platz. Vincent Canby, seinerzeit Chefkritiker bei der New York Times, lobte die Leistungen aller Hauptdarsteller als „brillant“, insbesondere R. Lee Ermey sei eine „überwältigende Überraschung“. Er betonte außerdem, dass die zweite Hälfte des Films möglicherweise konventionell erscheine, es aber ganz und gar nicht sei. Nicht unerwähnt blieb allerdings, dass ihm einige Szenen in Vietnam durchaus aus anderen Filmen vertraut erschienen; dies sei aber vielleicht sogar von Kubrick so beabsichtigt gewesen.

### Deutschsprachige Kritiken
Die Kritiken in Deutschland fielen ähnlich positiv aus. Das Lexikon des internationalen Films sah einen Film, der durch die Loslösung von der historischen Realität Vietnams jede konkrete politische, historische oder ethische Perspektive verweigere. Full Metal Jacket sei „ein schonungsloser Film über die Realität des Krieges“, der das Publikum durch die unmittelbare Konfrontierung mit dem Gezeigten zur Auseinandersetzung herausfordere. Die Fernsehzeitschrift prisma lobt die Authentizität, die der Film vor allem durch die Darstellung R. Lee Ermeys gewinne. Die Redaktion vergab die Höchstwertung von drei Sternen und bezeichnete den Film als „einen der gemeinsten, aber auch wahrsten Filme über die Mechanismen des Krieges und des Tötens.“
Ulrich Behrens schrieb in seiner Kritik, Kubrick schildere die Rekrutenausbildung in Parris Island mit einer Intensität, wie er sie selten in einem Film gesehen habe. Außerdem sei Full Metal Jacket „ein unpatriotischer Film, der in keiner Weise den Krieg glorifiziert.“ „Kubricks Film enthüllt zwei Welten, die unterschiedlichen Regeln gehorchen, obwohl die Welt des Krieges der Welt des Nicht-Krieges entspringt.“ Auch Behrens vergab die Höchstwertung, in diesem Fall fünf Sterne. Dietrich Kuhlbrodt bezeichnet den Film gar als den besten aller Filme über Vietnam: „Full Metal Jacket ist der beste aller Vietnam-Filme auch und grade, weil man zu viele Worte braucht, um dies zu begründen.“ „Full Metal Jacket hat all den Vietnamfilmen, die seit einigen Jahren in Mode geraten sind, voraus, daß er sich nicht damit zufrieden gibt, etwas zum Vietnamkrieg zu sagen, sondern daß er, wenn auch nicht explizit, so doch nachhaltig, zum Vietnam-in-uns vordringt.“

### Auszeichnungen
Bei der Oscarverleihung 1988 waren Stanley Kubrick, Michael Herr und Gustav Hasford für ihre Drehbuchadaption in der Kategorie Bestes adaptiertes Drehbuch nominiert, konnten den Preis allerdings nicht erringen. R. Lee Ermey wurde für seine Rolle des Gunnery Sergeant Hartman mit einer Nominierung für den Golden Globe Award 1988 als Bester Nebendarsteller bedacht, konnte jedoch ebenfalls nicht gewinnen.
Weitere Nominierungen folgten für den BAFTA Film Award 1988 in den Kategorien Bester Ton (Nigel Galt, Edward Tise, Andy Nelson) und Beste visuelle Effekte (John Evans).
Stanley Kubrick wurde für seine Regiearbeit mit dem japanischen Kinema-Jumpō-Preis als Bester fremdsprachiger Regisseur ausgezeichnet. Es folgten Auszeichnungen als bester Regisseur von der Boston Society of Film Critics (BSFC) und dem London Critics’ Circle. Die BSFC zeichnete außerdem R. Lee Ermey als besten Nebendarsteller des Jahres 1987 aus. Auch der italienische Filmpreis David di Donatello als Bester Produzent eines fremdsprachigen Films ging an Kubrick.
Full Metal Jacket findet sich außerdem auf der im Jahr 2001 vom American Film Institute veröffentlichten Liste der 100 besten amerikanischen Thriller auf dem 95. Platz. An einer vom Magazin Empire durchgeführten Umfrage nach den besten Filmen aller Zeiten nahmen 10.000 Leser des Magazins, 150 Filmschaffende aus Hollywood und 50 Filmkritiker teil. In der daraus resultierenden Liste der 500 Greatest Movies Of All Time befindet sich Full Metal Jacket auf Platz 457.
Die Deutsche Film- und Medienbewertung FBW in Wiesbaden verlieh dem Film das Prädikat besonders wertvoll.

### Referenzen in der Popkultur
Im Laufe der Jahre nach Veröffentlichung avancierte Full Metal Jacket zum „Kultfilm“, was wohl vor allem auf den ersten Abschnitt des Films zurückzuführen ist. Dieser ist es auch, auf den sich große Teile der popkulturellen Referenzen beziehen.
Zum Beispiel in der Fernsehserie South Park wird mehrmals auf den Film Bezug genommen. In der dritten Folge der elften Staffel, Laustrophobie (Originaltitel: Lice Capades), fordert Cartman seine Freunde auf, Seifenstücke in Socken zu stopfen und damit seinen Freund Kenny zu waschen, bei dem er Läuse vermutet. In der 13. Episode der zweiten Staffel, Coole Kühe (Originaltitel: Cow Days), leidet Cartman unter einer Kopfverletzung und hält sich selbst für eine vietnamesische Prostituierte. Auch im Film zur Serie findet sich ein Zitat aus Full Metal Jacket. Die Namen der Figuren Kyle und Cartman erinnern außerdem an Private Pyle und Sergeant Hartman.
Auch in einer anderen bekannten Fernsehserie, den Simpsons, finden sich Parodien des Films. In der 5. Folge der achtzehnten Staffel, G.I. Homer (Originaltitel: G.I. D’oh), tritt Homer der Army bei und muss unter anderem Donuts essen, während seine Kameraden Liegestütze machen. Zu Beginn der Ausbildung spricht Homer seinen Ausbilder außerdem darauf an, ob dieser ihn nach seiner schlechtesten Eigenschaft fragen würde. In der deutschen Synchronisation geht diese Anspielung allerdings verloren. Im englischen Original verwendet Homer dieselben Worte wie Sergeant Hartman, kurz bevor er von Private Pyle erschossen wird: “What is your major malfunction?”
In dem Film The Frighteners kommt Gunnery Sergeant Hartman als Geist auf einem Friedhof vor. Dabei verhält er sich zu der von Michael J. Fox dargestellten Hauptfigur Frank Bannister genauso wie zu den Rekruten in Full Metal Jacket.
Full Metal Jacket wird auch in der Musik häufig zitiert. Größtenteils wurden Aussagen von Sergeant Hartman, einer vietnamesischen Prostituierten und das Nachtgebet der Marines in die betreffenden Lieder hineingeschnitten. Zu hören sind diese Zitate unter anderem in Songs von Ministry, Front Line Assembly, Fear Factory, 2 Live Crew (“Me So Horny: What’ll we get for ten dollars? Every ’ting you want! Everything? Every ’ting!”), Grendel und Combichrist. Das Sodom-Album Code Red wird von einem Musikstück des Filmes eröffnet. Die amerikanische Band Metallica nutzte einige Male Teile des Gebetes, das die Soldaten vor dem Zu-Bett-Gehen beten, sowie den Dialog, nach dem Pyle sich erschießt, um ihr Lied One auf Konzerten einzuleiten.
Auf Videoplattformen wie YouTube finden sich außerdem zahlreiche Neuvertonungen einzelner Passagen des Films, meist der ersten Szenen im Ausbildungslager. Wie etwa die unter dem Namen Full Metal Disney hochgeladene Variante, in der die Stimmen der Schauspieler durch diejenigen bekannter Disney-Figuren wie Donald Duck ersetzt wurden. Auch findet sich eine vollständige Neusynchronisation des Films, in der die Protagonisten mit einem stark ausgeprägten bairischen Akzent sprechen. Diese und ähnliche Videos wurden insgesamt bereits mehr als 5,5 Millionen Mal angesehen.
Trotz der zweideutigen Einstellung in Bezug auf Krieg und Politik bleibt Full Metal Jacket einer der Lieblingsfilme von US-Soldaten. Sich diesen Film anzuschauen ist ein weitverbreitetes Ritual vor der Abreise ins Rekrutentraining.

## Analyse und Interpretation

### Erster Abschnitt – Parris Island
Der erste Teil des Films, der die brutale Ausbildung der neuen Rekruten durch Gunnery Sergeant Hartman zeigt, wird meist als eine Art Sexualmetapher betrachtet. Auffällig sei „die Verknüpfung von männlicher Sexualität und Gewalt“, wie sie auch in Uhrwerk Orange oder Dr. Seltsam zu finden sei. Hellmuth Karasek betitelte seinen Kommentar zum Film im Spiegel gar mit den Worten „Der Krieg als höchste Männerphantasie“. Dies zeige sich vor allem durch die Beschimpfungen Sergeant Hartmans, die „fast immer sexuellen Inhalt haben und meist hochgradig obszön sind“, und eine Szene, in der die Rekruten mit einer Hand ihre Waffe schultern und mit der anderen ihr Geschlechtsteil umfassen. In dieser Szene werde die Waffe „vollkommen sexualisiert“ und gleichzeitig „die Sexualität der jungen Männer auf die Waffe umgeleitet“; „Lust und Gewalt sollen identifiziert werden.“
Da das höchste Ziel der Ausbildung im Film „Die gewaltsame Metamorphose der Privates in Killermaschinen“ sei, wurden Vergleiche zu 2001: Odyssee im Weltraum gezogen: „Am Ende der Ausbildung erschießt ein besonders brutal zur Kampfmaschine Abgerichteter den Sergeanten, der ihn zum Töten ausgebildet hat. Das erinnert an die Revolte des Computers ‚HAL‘ in ‚2001‘. In beiden Fällen erhebt sich ein Roboter gegen seinen Herrn.“ Kubrick sagte dazu, er habe die Szene zwar nicht bewusst deshalb gedreht, eine Ähnlichkeit sei aber ganz sicher vorhanden. Außerdem wurde angemerkt, im Film fehle „der vaterländische Überbau, den Hollywood sonst nie vergisst.“ Die Rekruten würden nicht für den Kampf für ihr Vaterland, die Freiheit oder ihre Familien ausgebildet, sondern einzig und allein, um zu töten. Kubrick verkehre diese Moral sogar ins Gegenteil, indem er Sergeant Hartman „nicht ohne Stolz anhand von Beispielen wie Charles Joseph Whitman und Lee Harvey Oswald aufzeigen lasse, wozu ein Marine mit seinem Gewehr imstande sei.“

### Zweiter Abschnitt – Vietnam
Nach Hartmans und Private Paulas Tod folgt ein harter Schnitt nach Vietnam, und es ertönt Nancy Sinatras These Boots Are Made for Walkin. „Der Kontrast könnte nicht größer sein“, bemerkt Siegfried König. Der musikalischen Untermalung in der zweiten Hälfte des Films wurde große Aufmerksamkeit zuteil. Dietrich Kuhlbrodt schrieb in der Novemberausgabe des Jahres 1987 für die Zeitschrift konkret, dass „Bild und Musik sich im Film tückisch gegenseitig infizieren“. „Full Metal Jacket setzt den mörderischen Exzeß neben das Liebvertraute, was zu dem Resultat führt, daß man Nancy Sinatras Songs […] fortan mit Grauen hört. Andererseits erscheinen uns die Kriegsgreuel in Vietnam dank der Sechziger-Jahre-Musik gar nicht mehr so fremdartig […]“. Überhaupt sei das Ziel Kubricks möglicherweise die Verbindung der Popkultur mit dem Krieg in Vietnam und die daraus resultierende Auflösung klarer Linien zwischen Freund und Feind. Das offenbare sich auch durch die Tatsache, dass Private Joker in Vietnam ein Friedensabzeichen trägt. „Das Zeichen, das die diversen Feinde lähmen und bannen soll, ist nicht mehr das christliche Kreuz, sondern das Graffito und der Button der Popkultur. Was mit ‚Born to Kill‘ beschworen werden soll, hat in den USA seine Tradition.“
Nach Meinung Siegfried Königs verweigert sich Kubrick außerdem gängigen Konventionen und Klischees, wie sie aus anderen Kriegsfilmen bekannt seien. „In einem Kriegsfilm nach Hollywood-Standard würde Joker die Ereignisse kritisch reflektieren, er würde am Ende eine Rechtfertigung finden oder Missstände aufdecken, die natürlich nur das Fehlverhalten einzelner Personen wären. Doch eine solche pseudokritische Haltung, bei der am Ende das System gerechtfertigt wird, indem Einzelne, die Missbrauch trieben, zur Rechenschaft gezogen wurden, ist das Letzte, was Kubrick will.“ Ulrich Behrens merkt außerdem die Parallelen zwischen den beiden Abschnitten des Films an. Private Joker versuche sowohl während der Ausbildung als auch in Vietnam seine Moralvorstellungen aufrechtzuerhalten, scheitere aber in beiden Fällen. Der Versuch zur Aufrechterhaltung dieser Vorstellungen sei in Kubricks Film ebenso sinnlos wie der Krieg selbst. Außerdem enden beide Abschnitte mit dem Tod mehrerer Beteiligter.

### Weitere Motive
Im Film findet sich außerdem eine Reihe wiederkehrender Motive. Unter anderem taucht die Figur der Micky Maus mehrmals auf: Zuerst in der letzten Szene der ersten Hälfte des Films, in der Joker seinen Kameraden Paula auf der Gemeinschaftstoilette vorfindet; als Sergeant Hartman hinzustößt und sich über die Situation wundert, verwendet er (in der Originalfassung) die Worte „What is this Mickey Mouse shit?“. Die Bezeichnung Mickey Mouse steht im amerikanischen Slang für eine Sache oder eine Situation, die als besonders sinnlos oder dumm angesehen wird. In der Redaktion des Magazins Stars and Stripes ist hinter Private Joker vor dem Fenster eine Micky-Maus-Figur zu sehen. Ein drittes und letztes Mal taucht das Motiv schließlich am Ende des Films auf, als die Soldaten den Mickey-Mouse-Club-Song singen.
Joker sagt im Film mehrmals: “Is that you, John Wayne? Is this me?” (deutsch: „Sind Sie vielleicht John Wayne? Oder bin ich das?“). Dies ist eine Anspielung auf die Glorifizierung der US-Armee und des Krieges durch die Filmbranche in Hollywood. In zahlreichen Kriegsfilmen, besonders zum Thema Zweiter Weltkrieg, spielte John Wayne die Rolle des patriotischen Kriegshelden.
In einer der letzten Szenen des Films, dem Tod Private Cowboys, ist im Hintergrund ein brennendes, schwarzes Objekt zu sehen, das dem Monolithen aus 2001: Odyssee im Weltraum stark ähnelt. Kubrick bezeichnete dies als einen außergewöhnlichen Zufall. Als Private Joker sich psychisch darauf vorbereitet, die vietnamesische Heckenschützin zu erschießen, rückt nach und nach sein Friedenszeichen an der Brust in den Hintergrund, während sich der „Born-to-Kill“-Schriftzug auf seinem Helm langsam nur noch auf das „Kill“ beschränkt.

## Veröffentlichung
Als Full Metal Jacket in den Vereinigten Staaten am 26. Juni 1987 in ausgewählten Kinos anlief, spielte er lediglich 2,2 Mio. US-Dollar seiner 30 Mio. US-Dollar Produktionskosten wieder ein. Mit seiner landesweiten Kinoveröffentlichung am 10. Juli 1987 spielte er erneut 6,0 Mio. US-Dollar ein und musste sich lediglich der seichten Komödie Die Supertrottel in den Kinocharts geschlagen geben. Insgesamt spielte der Film weltweit 120 Millionen Dollar ein, davon 46,4 Millionen in den USA. In Westdeutschland startete der Film am 8. Oktober 1987 in den Kinos und konnte nicht nur mit 305.749 Kinozuschauern das sechstbeste Startwochenende aufweisen, sondern wurde auch mit 1.586.030 Kinobesuchern der vierzehnt-erfolgreichste Film an den deutschen Kinokassen des Jahres 1987.
Nachdem der Film am 11. Oktober 1991 in Deutschland erstmals als VHS veröffentlicht wurde, erschien die erste DVD-Veröffentlichung am 23. Oktober 2001. Seit dem 7. Dezember 2007 ist der Film außerdem als Special Edition auf DVD und Blu-ray erhältlich.